# 2589 Daniel
2589 Daniel è un asteroide della fascia principale. Scoperto nel 1979, presenta un'orbita caratterizzata da un semiasse maggiore pari a 2,8785937 UA e da un'eccentricità di 0,0847022, inclinata di 2,61763° rispetto all'eclittica.